# هینزینگن
هینزینگن (به فرانسوی: Hinsingen) یک کمون در فرانسه با جمعیت ۹۱ نفر است که در Canton of Sarre-Union واقع شده‌است.